# Bath bun
Le bath bun est un petit pain sucré fabriqué à partir d'une pâte à base de lait levure sur laquelle on saupoudre du sucre concassé après la cuisson,. Les variantes au niveau des ingrédients consistent notamment à enfermer un morceau de sucre dans le petit pain ou à ajouter des écorces de fruits confits, raisins de Corinthe, raisins secs ou sultanines.
Le passage d'une brioche légère et façonnée à une brioche plus consistante, souvent fruitée ou fortement sucrée et irrégulière peut remonter à l'exposition universelle de 1851, où près d'un million de brioches ont été produites et consommées en cinq mois et demi (la « brioche de Londres »).
Les références aux bath buns datent de 1763, et Jane Austen écrivait dans une lettre s'être « détruit l'estomac avec des bath buns » en 1801. La première recette du 18e siècle utilisait une brioche ou une pâte calorique aux œufs et au beurre qui était ensuite recouverte de graines de carvi enrobée de plusieurs couches de sucre, semblable à la dragée française.
La création du bath bun est attribuée au médecin britannique William Oliver au 18e siècle. Oliver a également créé le biscuit sec Bath Oliver après que le petit pain se soit avéré trop gras pour ses patients atteints de rhumatismes. 
La brioche pourrait également être issue du bath cake du 18e siècle. Ces brioches sont toujours produites dans la région de Bath, en Angleterre. Bien que cela soit contesté, le bath cake du 18e siècle pourrait être l'ancêtre du Sally Lunn, également originaire de Bath,.